# Усеинов, Якуб Усеинович
Якуб Усеинович Усеинов (29 декабря 1895, Коуш, Таврическая губерния — 14 января 1967, Пенза) — советский архитектор. Первый архитектор Пензы (1946—1952). Член Союза архитекторов СССР (1937).

## Биография
Родился 29 декабря 1895 года в деревне Коуш. Оставшись сиротой, воспитывался в семье учителя Исмаила Ариф Мемет-Оглу из деревни Дерекой.
Окончил школу в Ялте. Во время Новой экономической политики заведовал рестораном на ялтинской набережной.
В 1930 году поступил в Московский архитектурный институт, где учился у Алексея Щусева, братьев Весниных и Ивана Жолтовского. Его одногрупником был другой крымскотатарский архитектор Садык Нагаев.
Окончив институт в 1935 году Усеинов, переехал в Симферополь, где стал сотрудником Крымгоспроекта в мастерской архитектора Вебера. Делегат от Крыма на Первом Всесоюзном съезде советских архитекторов в Москве. С 1938 по 1941 год — председатель Крымского отделения Союза архитекторов СССР.
Усеинов — автор проектов жилых и общественных зданий на улице Франко в Симферополе и других городах полуострова. Занимался разработкой проекта крымскотатарского театра, который в итоге не был реализован. Совместно с К. Галевым был автором памятника на братской могиле членов правительства Республики Тавриды в Алуште, открытом в 1940 году. Входил в состав комиссий по возведению памятника Героям Перекопа 1920 года (1940 год), по углублённому обследованию Бахчисарайского музея (1937 год), по согласованию эскизного проекта лёгкого корпуса санатория «Красное Знамя» в Ялте (1938 год).
После начала Великой Отечественной войны как доброволец ушёл на фронт. Являлся командиром сапёрного батальона. Во время Будапештской операции 1944 года получил ранение, после которой он был комиссован и отправился в Москву, где проживала его супруга.
12 февраля 1946 года Усеинов стал главным архитектором Пензы, став первым на этой должности. В Пензе после войны имелся ряд проблем: дефицит жилья, отсутствие водопровода и канализации, нехватка электричества, малое количество замощённых дорог. В штате Усеинова работала пять сотрудников. Под его руководством была проведена реконструкция заводов «САМ», компрессорный, пивной, 2-й арматурный, «Пензмаш» и «Счётмаш», фабрики «Маяк Революции». Было начато строительство заводов «Пензхиммаш» и «Пензадизельмаш». В 1948 году был запущен первый троллейбус для которого было построено троллейбусное депо по ул. Суворова. Также в 1948 году было начато асфальтирование центральных улиц города. В течение 1949—1952 годов был построен Сурский водопровод и канализация.
В 1952 году Совет министров СССР утвердил разработанный ведомством Усеинова план реконструкции и развития Пензы. В период пребывания Усеинова в должности архитектора Пензы в городе появились ряд общественных зданий в стиле сталинского ампира: Центральный вход в ЦПКиО им. В. Г. Белинского, Дом знаний (ул. Лермонтова), кинотеатр «Москва», Пензенский приборостроительный техникум и городской роддом (оба — ул. Пушкина), поликлиника МВД (ул. Плеханова) и Управление автодороги «Москва-Куйбышев» (ул. Горького). Среди жилых домов можно выделить: здание на ул. Московской (напротив мясного пассажа), здание на ул. Калинина и здание на ул. Октябрьской. Усеинов также стал автором перестройки польского костёла под Дом учителя (ул. Володарского).
Усеинов был уволен с должности 25 ноября 1952 года. Позже, он отрицательно относился к постановлению «Об устранении излишеств в проектировании и строительстве». После этого работал в Пензенском инженерно-строительном институте.
В 1960 году вместе с сыном Владимиром приезжал в Алушту. Скончался 14 января 1967 года в Пензе.

## Семья
Супруга — Марфа Харитоновна. Сыновья — Владимир и Александр.